# Canottaggio ai Giochi della XIX Olimpiade - Quattro senza maschile
La competizione del Quattro senza maschile dei Giochi della XIX Olimpiade si è svolta nei giorni dal 13 al 19 ottobre 1968 nella Pista Olímpica de Remo y Canotaje Virgilio Uribe del Canal de Cuemanco, Città del Messico.

## Programma
| Data            | Round      | Note                                             |
| --------------- | ---------- | ------------------------------------------------ |
| 13 ottobre 1968 | 2 Batterie | I vincitori in Finale A. I restanti ai recuperi. |
| 15 ottobre 1968 | 2 Recuperi | I primi due in Finale A. I restanti in finale B. |
| 18 ottobre 1968 | Finale B   |                                                  |
| 19 ottobre 1968 | Finale A   |                                                  |

## Risultati

### Batterie
| Pos. | Nazione          | Atleti                                                            | Totale  | Nota |
| ---- | ---------------- | ----------------------------------------------------------------- | ------- | ---- |
| 1    | Germania Est     | Frank Forberger, Dieter Grahn Frank Rühle, Dieter Schubert        | 6'54"62 | Q    |
| 2    | Stati Uniti      | Pete Raymond, Raymond Wright Charles Hamlin, Lawrence Terry       | 6'57"68 |      |
| 3    | Unione Sovietica | Vitolds Barkāns, Elmārs Rubīns Pavel Ilyinsky, Guntis Niedra      | 7'08"82 |      |
| 4    | Germania Ovest   | Thomas Hitzbleck, Manfred Weinreich Volkhart Buchter, Jochen Heck | 7'14"44 |      |
| 5    | Svizzera         | Roland Altenburger, Nicolas Gobet Franz Rentsch, Alfred Meister   | 7'14"74 |      |
| 6    | Romania          | Pavel Cichi, Dumitru Ivanov Emanoil Stratan, Anton Chirlacopschi  | 7'21"84 |      |

| Pos. | Nazione   | Atleti                                                                    | Totale  | Nota |
| ---- | --------- | ------------------------------------------------------------------------- | ------- | ---- |
| 1    | Ungheria  | Zoltán Melis, György Sarlós József Csermely, Antal Melis                  | 6'44"72 | Q    |
| 2    | Italia    | Tullio Baraglia, Renato Bosatta Pier Angelo Conti Manzini, Abramo Albini  | 6'53"11 |      |
| 3    | Danimarca | Gunner Nielsen, John Erik Jensen Johnny Algreen Petersen, Mogens Pedersen | 6'58"02 |      |
| 4    | Francia   | Patrick Sellier, Yvon Petit Michel Beissière, Yannick Fave                | 7'00"05 |      |
| 5    | Messico   | Roberto Retolaza, Arcadio Padilla Jesús Toscano, David Trejo              | 7'15"18 |      |

### Recuperi
| Pos. | Nazione          | Atleti                                                                   | Totale  | Nota |
| ---- | ---------------- | ------------------------------------------------------------------------ | ------- | ---- |
| 1    | Italia           | Tullio Baraglia, Renato Bosatta Pier Angelo Conti Manzini, Abramo Albini | 6'31"98 | Q    |
| 2    | Germania Ovest   | Thomas Hitzbleck, Manfred Weinreich Volkhart Buchter, Jochen Heck        | 6'32"56 | Q    |
| 3    | Unione Sovietica | Vitolds Barkāns, Elmārs Rubīns Pavel Ilyinsky, Guntis Niedra             | 6'33"35 |      |
| 4    | Messico          | Roberto Retolaza, Arcadio Padilla Jesús Toscano, David Trejo             | 7'02"92 |      |

| Pos. | Nazione     | Atleti                                                                    | Totale  | Nota |
| ---- | ----------- | ------------------------------------------------------------------------- | ------- | ---- |
| 1    | Stati Uniti | Pete Raymond, Raymond Wright Charles Hamlin, Lawrence Terry               | 6'39"78 | Q    |
| 2    | Svizzera    | Roland Altenburger, Nicolas Gobet Franz Rentsch, Alfred Meister           | 6'40"75 | Q    |
| 3    | Francia     | Patrick Sellier, Yvon Petit Michel Beissière, Yannick Fave                | 6'44"06 |      |
| 4    | Romania     | Pavel Cichi, Dumitru Ivanov Emanoil Stratan, Anton Chirlacopschi          | 6'44"71 |      |
| -    | Danimarca   | Gunner Nielsen, John Erik Jensen Johnny Algreen Petersen, Mogens Pedersen |         | Rit. |

### Finale B
| Pos. | Nazione          | Atleti                                                                    | Totale  | Nota |
| ---- | ---------------- | ------------------------------------------------------------------------- | ------- | ---- |
| 7    | Romania          | Pavel Cichi, Dumitru Ivanov Emanoil Stratan, Anton Chirlacopschi          | 6'50"13 |      |
| 8    | Messico          | Roberto Retolaza, Arcadio Padilla Jesús Toscano, David Trejo              | 6'53"21 |      |
| 9    | Francia          | Patrick Sellier, Yvon Petit Michel Beissière, Yannick Fave                | 6'53"71 |      |
| 10   | Danimarca        | Gunner Nielsen, John Erik Jensen Johnny Algreen Petersen, Mogens Pedersen | 7'20"31 |      |
| -    | Unione Sovietica | Vitolds Barkāns, Elmārs Rubīns Pavel Ilyinsky, Guntis Niedra              |         | DNS  |

### Finale A
| Pos.    | Nazione        | Atleti                                                                   | Totale  | Nota |
| ------- | -------------- | ------------------------------------------------------------------------ | ------- | ---- |
| Oro     | Germania Est   | Frank Forberger, Dieter Grahn Frank Rühle, Dieter Schubert               | 6'39"18 |      |
| Argento | Ungheria       | Zoltán Melis, György Sarlós József Csermely, Antal Melis                 | 6'41"64 |      |
| Bronzo  | Italia         | Tullio Baraglia, Renato Bosatta Pier Angelo Conti Manzini, Abramo Albini | 6'44"01 |      |
| 4       | Svizzera       | Roland Altenburger, Nicolas Gobet Franz Rentsch, Alfred Meister          | 6'45"78 |      |
| 5       | Stati Uniti    | Pete Raymond, Raymond Wright Charles Hamlin, Lawrence Terry              | 6'47"70 |      |
| 6       | Germania Ovest | Thomas Hitzbleck, Manfred Weinreich Volkhart Buchter, Jochen Heck        | 7'08"22 |      |